# Rivellia apicalis
Rivellia apicalis är en tvåvingeart som beskrevs av Friedrich Georg Hendel 1934. Rivellia apicalis ingår i släktet Rivellia och familjen bredmunsflugor. Inga underarter finns listade i Catalogue of Life.